# Desirée Bjerke
Desirée Bjerke Andersen (* 22. März 1971 in Fredrikstad) ist eine ehemalige norwegische Skeletonpilotin.

## Karriere
Desiree Bjerke startete für den Lillehammer Skeletonklubb. Sie war ab 1997 auf internationaler Ebene aktiv. Ihr erstes gutes Ergebnis war ein siebter Platz in einem Skeleton-Weltcup-Rennen in Winterberg im Dezember 1997. Es folgten noch diverse gute Ergebnisse, doch kam sie nie über den sechsten Platz (Januar 2004 in Lillehammer) hinaus. Die einzige Weltmeisterschaft, an der sie teilnahm, fand 2005 in Calgary statt, Bjerke wurde 17. Bei Skeleton-Europameisterschaften startete sie vier Mal: 2003 in St. Moritz (9.), 2004 in Altenberg (8.), 2005 in Altenberg (16.) und 2007 in Königssee (12.). Im November 2001 gewann Bjerke ein Europacup-Rennen in Winterberg.
Karrierehöhepunkt war Bjerkes Teilnahme an den Olympischen Spielen 2006 von Turin. Dort belegte sie den neunten Rang. Norwegische Meisterin wurde sie 2004 und 2005, nachdem sie 2003 schon Zweite (allerdings hinter der Schweizerin Maya Pedersen) war.
Bei den Olympischen Spielen 2010 in Vancouver belegte sie einen 17. Platz und beendete anschließend ihre Karriere.